# Laura Wessberg
Laura Wessberg, född 28 december 1962, död 4 oktober 2011 var en svensk volleyboll- och beachvolleyspelare. Hon spelade 85 landskamper i inomhusvolleyboll, vilket gör henne till en av svensk damvolleybolls mer meriterade spelare. Hon vann SM-guld med Sollentuna VK 1986 och Uppsala VBS 1989. I par med Caroline Stenbom vann hon beachvolley-SM 1987. Hon var Sveriges Lucia 1981.